# Mnesilochus capreolus
Mnesilochus capreolus är en insektsart som beskrevs av Carl Stål 1877. Mnesilochus capreolus ingår i släktet Mnesilochus och familjen Phasmatidae. Inga underarter finns listade i Catalogue of Life.